# Schloss Saint-Maurice
Das Schloss Saint-Maurice (französisch Château de Saint-Maurice) steht im Schweizer Kanton Wallis mitten in den Alpen, etwa 56 Kilometer südöstlich von Lausanne und ist eine bedeutende Sehenswürdigkeit der Stadt Saint-Maurice.

## Lage
Saint-Maurice ist das Nordportal der europäischen Alpentransversale der direkten Durchgangsstrasse zwischen der Franche-Comté und dem Piemont.
Das Schloss liegt an der Route vom Genfersee (Chablais) zum Grossen St. Bernhard im Engnis der Rhone am Eingang zum oberen Rhonetal. Ende des Mittelalters bekam der Engpass bei Saint-Maurice eine neue militärische Bedeutung. Während den Burgunderkriegen wurde er zur Grenze zwischen zwei Staaten (Savoyen, Republik der sieben Zehnden), die befestigt werden musste. 

## Geschichte

Schloss Saint-Maurice mit Rhonebrücke. Zeichnung von Niklaus Sprüngli, 1782

Der etappenweise Bau des Schlosses begann von 1476 bis 1482 mit dem Verteidigungssystem am Ende der im 12. Jahrhundert erbauten Rhonebrücke, der flussaufwärts ersten Brücke nach dem Genfersee. Das Verteidigungssystem bestand aus einem Turm als rechtsufrigem Brückenkopf mit abschliessbarem Wegtor sowie einem Turm samt dem Westteil der Ringmauer mit Tor auf der linken Rhoneseite, das den Weg von Monthey versperrte. Dieser Kern wurde von 1482 bis 1496 mit einem Gebäude als Unterkunft des Landvogts (Gouverneur) und der Garnison erweitert. In derselben Zeit wurde die Brücke erneuert.

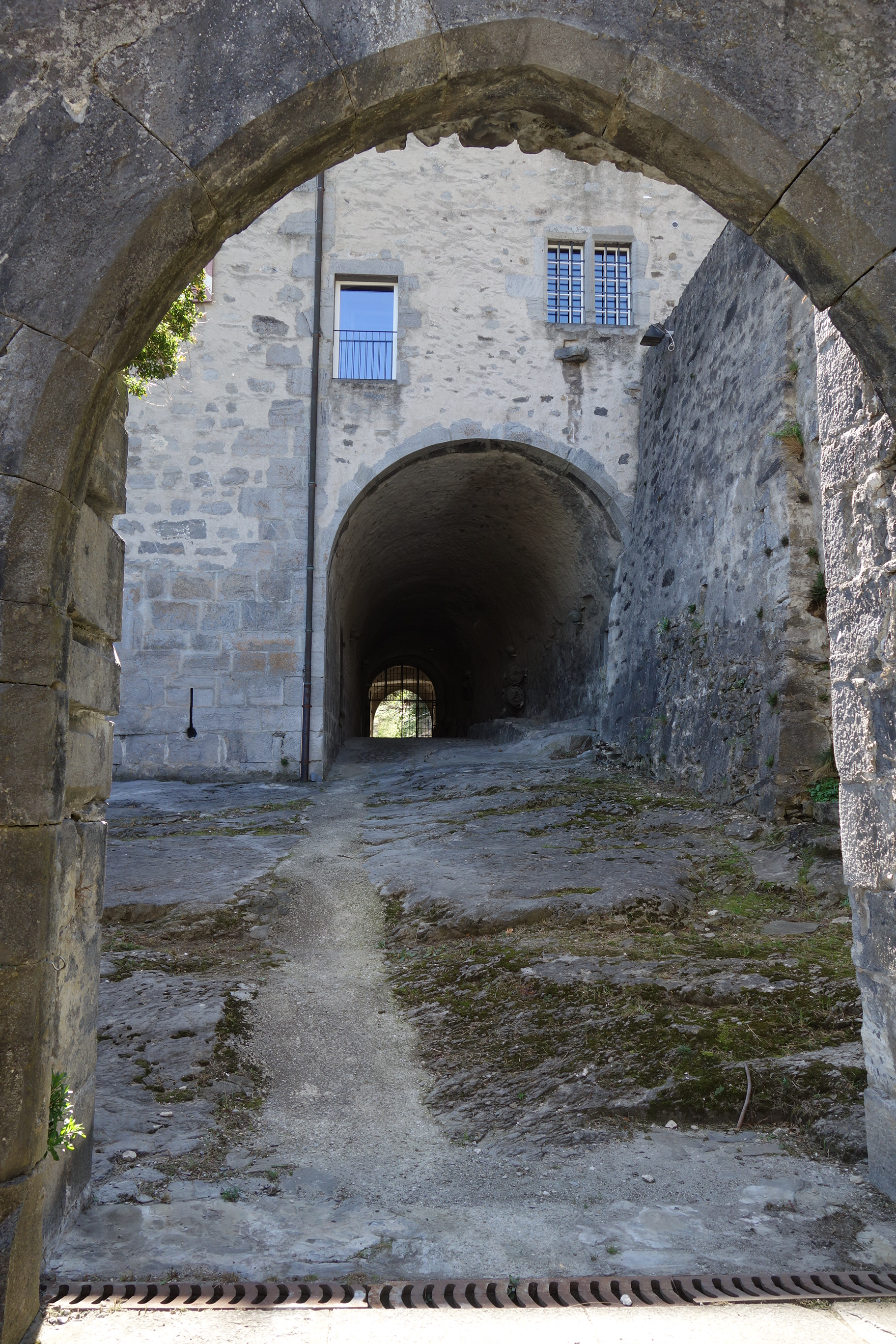
Ehemalige Strasse von Monthey mit abschliessbaren Toren

Zu Beginn des 16. Jahrhunderts wurde die Ringmauer mit dem Süd- und Ostteil geschlossen und 1512 ein Turm beim südwestlichen Schlosseingang erstellt. 1592 wurde der Südturm mit einem kleinen Gebäude über der Strasse von Monthey gegen Westen verlängert. Um 1625 wurde die Strasse von Monthey von der Süd- auf die Nordseite des Schlosses verlegt. Zwischen 1646 und 1651, als Gaspard Stockalper (von 1646 bis 1647) Landvogt war, wurde das kleine Gebäude im Süden, über der ehemaligen Strasse von Monthey, mit breiten hellen Räumen vergrössert. 
Beim Brand von 1693 wurde beinahe die ganze Stadt Saint-Maurice und das Schloss zerstört. Mit dem Wiederaufbau von 1697 wurde das Schloss zu einer Residenz vergrössert und für die Garnison ein neues Gebäude im nördlichen Hof, zwischen dem alten Weg von Monthey und der Ringmauer, gebaut.
Mit dem Ende des Ancien Régime verlor das Schloss seine Bedeutung als lokaler Sitz der Macht. Es diente im Laufe seiner Geschichte als Gouverneurssitz, Wachposten, Zollamt und zwischen dem 18. und 19. Jahrhundert als Waisenhaus, Asyl für alte Männer, Militärschule, Truppenunterkunft und Gefängnis. 
1831 wurde das Schloss zur Verteidigung der Grossen St. Bernhard und Simplonachse in das Befestigungssystem des Engpasses von Dufour integriert, der die Verteidigung der Staatenbundes Schweiz im Kriegsfall zu organisieren hatte. Die dem Schloss gegen Westen vorgelagerten Dufourbefestigungen bestanden aus den Batterien Arzillier⊙, Rhône⊙, Capucins⊙ (rechtes Ufer) und Château⊙ sowie dem Dufour-Turm⊙ (linkes Ufer). 
Die Sperrstelle Saint-Maurice wurde 1848 und 1859 ergänzt (links: Redoute Vérrossaz⊙, rechts: Batterien Gautier⊙ und Front Lavey⊙, Redoute de la Crête⊙).
Als 1885 die mit Melinit-Sprengstoff gefüllten Geschosse erschienen, erwiesen sich die 1831 vor St-Maurice gebauten Dufour-Befestigungen als veraltet und mussten ersetzt werden. Ab 1892 wurde vor allem mit den Artilleriewerken Savatan-Dailly-Aiguille⊙ sowie Cindey⊙ und Fort du Scex⊙ das Festungsgebiet Saint-Maurice ausgebaut.

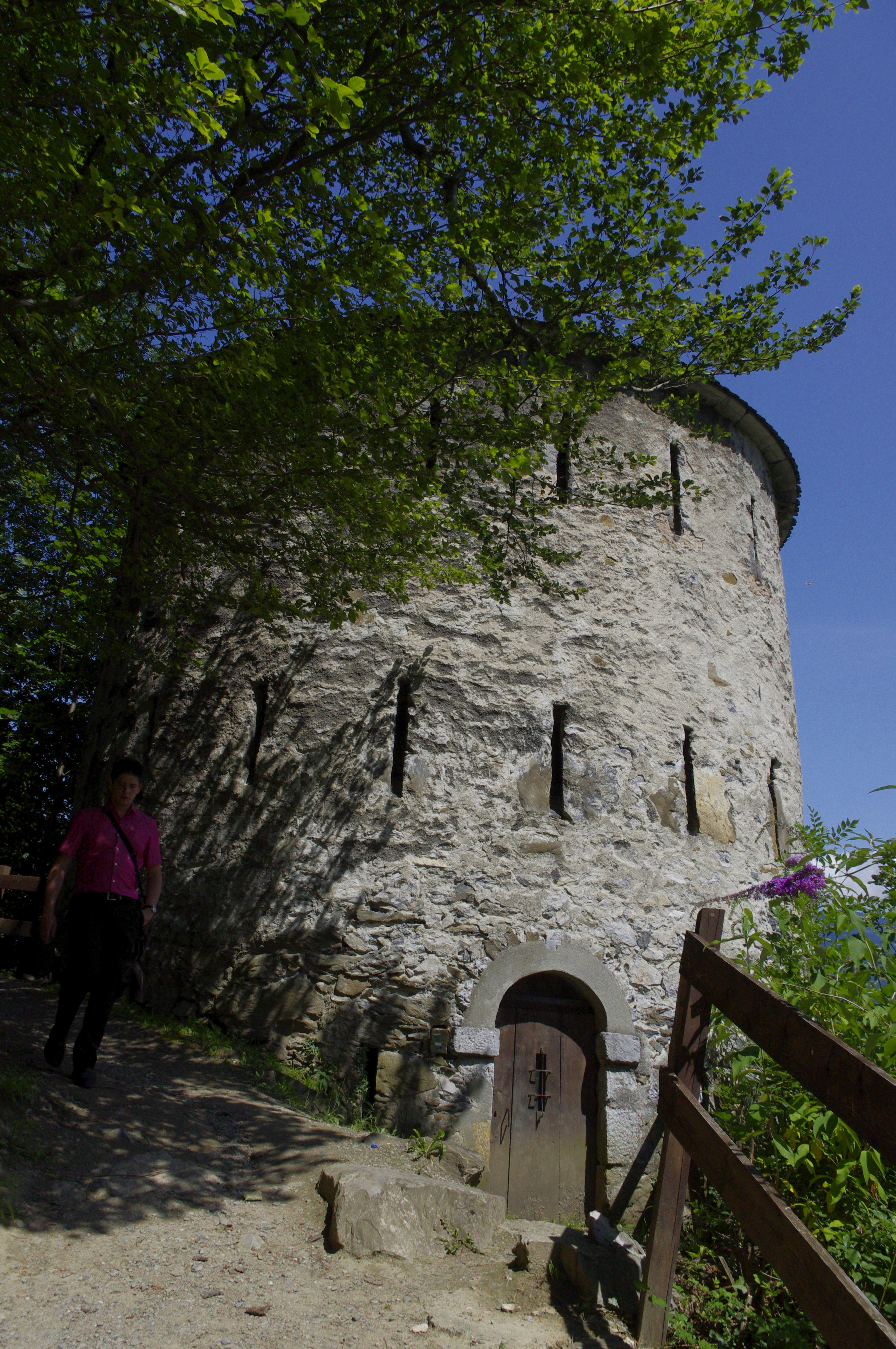
Dufour-Turm von 1831

## Museum und Dufour-Rundgang
Das alte Zollhaus⊙ am Fuss des Schlosses wurde von 1963 bis 1974 restauriert und beherbergt nun die Sammlung des kantonalen Militärmuseums. Im Schloss Saint-Maurice können Wechselausstellungen besucht werden.
Die Dufourbefestigungen (Fortifications Dufour) am rechten Rhoneufer («Fortifications de l'Arziller») können auf einem rund einstündigen Rundgang besichtigt werden.⊙